# Minőségirányítási rendszer
A kifejezés értelmezése a vonatkozó nemzetközi szabvány, az MSZ EN ISO 9000:2015 Minőségirányítási rendszerek. Alapok és szótár (ISO 9000:2015) alapján:
Minőségirányítási rendszer: „Irányítási rendszer egy szervezet vezetésére és szabályozására, a minőség szempontjából.”
Mint látható, a minőségirányítási rendszer (régebben, illetve a köznyelvben használt értelmezés szerint a minőségbiztosítási rendszer) egy olyan vállalatirányítási rendszer, ahol a vállalatirányítás fő vezérlő elvét a termék minőségének, a követelmények kielégítésének és az ügyfelek elégedettségének szempontjai határozzák meg.  Ezek tükrében a további kapcsolódó fogalmak értelmezése az MSZ EN ISO 9000:2015 szabvány szerint:
Minőségirányítás: „Összehangolt tevékenységek egy szervezet vezetésére és szabályozására, a minőség szempontjából.” MEGJEGYZÉS: A minőség szempontjából való vezetés és szabályozás általában tartalmazza a minőségpolitika és a minőségcélok meghatározását, a minőségtervezést, a minőségszabályozást, a minőségbiztosítást és a minőségfejlesztést.
Minőségtervezés: „A minőségirányításnak az a része, amely a minőségcélok kitűzésére, valamint a szükséges működési folyamatok és a velük kapcsolatos erőforrások meghatározására összpontosít, a minőségcélok elérése érdekében. MEGJEGYZÉS: A minőségtervezés részeként minőségterveket lehet kidolgozni.”
Minőségszabályozás: „A minőségirányításnak az a része, amely a minőségi követelmények teljesítésére összpontosít.”
Minőségbiztosítás: „A minőségirányításnak az a része, amely a bizalomkeltés megteremtésére összpontosít arra vonatkozóan, hogy a minőségi követelmények teljesülni fognak.”
Minőségfejlesztés: „A minőségirányításnak az a része, amely a minőségi követelmények teljesítési képességének növelésére összpontosít. MEGJEGYZÉS: A követelmények bármilyen szempontra vonatkozhatnak, pl. az eredményességre, a hatékonyságra vagy a nyomon-követhetőségre.”
A kiépített minőségirányítási rendszer tanúsítható, és a sikeres tanúsító auditot követően a vállalat a minőségirányítási rendszerének sikeres működésére egy tanúsítványt szerezhet. Ennek a tanúsításnak az a minőségirányítási rendszer tud megfelelni, ami megfelel a minőségirányítási rendszerek követelményeit tartalmazó nemzetközi szabványnak, ami az ISO 9001:2008 (magyar kiadásban: MSZ EN ISO 9001:2009).  A sikeres tanúsításhoz minden szervezetnek olyan minőségirányítási rendszert kell kiépíteni és működtetnie, majd a működtetés gyakorlatát bemutatnia, ami az ISO 9001 szabvány követelményeit – mintegy ellenőrző listaként – értelmezi a saját működésére, és úgy alkalmazza azokat. Az ilyen értelmezésnek további haszna, hogy a szabvány által megkövetelt szempontok betartásával átláthatóbbá, könnyebben szabályozhatóvá, hibamentesebbé és hatékonyabbá válhat az adott szervezet működése. Ennek kiépítésében nagy segítséget jelenthet egy tapasztalt tanácsadó támogatása. 

## Kapcsolódó szabványok
A minőségirányítási rendszer kiépítését, működtetését további szabványok támogatják, segítik. Ezek nem mind követelményei a sikeres tanúsításnak, azonban ezek használata segíthet az ISO 9001-es szabvány helyes értelmezésében, illetve útmutatást adnak a vállalatoknak a minőségirányítási rendszereinek továbbfejlesztésében, nagyobb üzleti sikerek elérésében. Ezek közül a szabványok közül a legfontosabbak a következők (csak a magyar szabványokat mutatjuk itt be):
- MSZ EN ISO 9000:2015 – Minőségirányítási rendszerek. Alapok és szótár (ISO 9000:2015)
- MSZ EN ISO 9001:2015 – Minőségirányítási rendszerek. Követelmények  (ISO 9001:2015)
- MSZ EN ISO 9004:2018 – Minőségirányítás. A szervezet minősége. Útmutató a tartós siker eléréséhez (ISO 9004:2018)
- MSZ EN ISO 10012:2003 – Mérésirányítási rendszerek. A mérési folyamatokra és a mérőberendezésekre vonatkozó követelmények (ISO 10012:2003)
- MSZ ISO/TR 10013:2003 – Útmutató a minőségirányítási rendszer dokumentálásához
- MSZ EN ISO 19011:2018 – Útmutató minőségirányítási és/vagy környezetközpontú irányítási rendszerek auditjához Útmutató irányítási rendszerek auditálásához (ISO 19011:2018)

Továbbá a minőségirányítási rendszerek kiépítését támogató (magyar) szabványok az egyes ágazati területeken:
- MSZ EN ISO 13485:2004 – Orvostechnikai eszközök. Minőségirányítási rendszerek. Szabályozási célú követelmények (ISO 13485:2016)
- MSZ ISO 15161:2002 – Irányelvek az ISO 9001:2000 alkalmazásához az élelmiszeriparban és az italgyártásban, visszavonva: 2010-12-01
- MSZ ISO/TS 16949:2010 – Minőségirányítási rendszerek. Külön követelmények az ISO 9001:2009 szabvány alkalmazásához gépjárműipari termékeket és ilyen rendeltetésű alkatrészeket gyártó szervezetek részére, visszavonva: 2017-06-01
- MSZ ISO/IEC 90003:2005 –  Szoftvertechnológia. Az ISO 9001:2000 alkalmazási irányelvei számítógépes szoftverekhez, visszavonva: 2015-09-01